# عروسی مهتاب
عروسی مهتاب فیلمی به کارگردانی و نویسندگی خسرو ملکان محصول سال ۱۳۸۰ است.

## خلاصه داستان
یک رانندهٔ آژانس به نام سعید، شبی مسافری را که یک عروس است سوار می‌کند. عروس برای سعید تعریف می‌کند که همسرش فرامرز دنبال او نیامده و او مجبور است او را بیابد، اما جستجوهایش ثمری ندارد و وقتی به مراسم عروسی برمی گردد پدر با او برخورد بدی می‌کند. مهتاب به خانه خاله خود می‌رود، اما او هم مهتاب را نمی‌پذیرد. مهتاب برای پیدا کردن فرامرز راهی چالوس می‌شود و آنجاست که می‌فهمد فرامرز به او دروغ گفته و اصلاً پدر و مادری ندارد. مهتاب سراغ گیتی دختر خاله فرامرز می‌رود، اما می‌فهمد که فرامرز و سهراب در کار قاچاق مواد مخدر هستند و همچنین متوجه می‌شود که گیتی نیز با آن‌ها همکار است و چند وقتی هم به عقد فرامرز درآمده ولی پس از مدتی فرامرز او را رها کرده و حالا گیتی برای انتقام از فرامرز، او را زندانی کرده و اتومبیل سهراب را هم به سرقت برده، سهراب گیتی را پیدا می‌کند و به قتل می‌رساند. او که درصدد کشتن سعید و مهتاب بود توسط پلیس دستگیر می‌شود.

## بازیگران
- رامبد شکرآبی
- الهام چرخنده
- شیوا خسرومهر
- شهاب عسگری
- نادیا دلدارگلچین
- حبیب اله الهیاری
- ثریا حکمت
- زهره حمیدی
- محسن صادقی
- فرزانه داراب منش
- علی رامز
- تورج نصر
- مهدی الهیاری
- آرش دولتشاهی